# 문어 (언어)
문어(文語, literary language, formal language)란 주로 문자 언어에서 이루어지는 격식 있고 공식적인 어체를 말한다. 주로 일상 대화에서 쓰이며 격식을 차리지 않는 말투를 가리키는 구어의 반댓말이다.
문어는 고정된 문법 체계를 가지고 있으므로 구어에 비해 변화가 적고 시공을 초월해 전달될 수 있다. 현대의 일상 회화에서 사용되는 구어체에 비해 널리 쓰이지 않는다. 구시대의 표현이 많은 글을 문어문이라고 하며, 이런 문장양식을 문어체라고 한다. 한국어의 경우, 1894년 갑오개혁 이전 언문일치가 이루어지기 전의 문자언어는 거의 한문투였으므로, 구어체와 다른 이중언어 생활이 이루어졌다. 그 뒤 언론 매체에 구어체를 사용한 문학 작품들이 발표되면서 언문일치가 이루어졌으나, 여전히 의고체에 바탕을 둔 문어체는 권위가 요구되는 글에 주로 사용되고 있다.

## 같이 보기
- 구어
- 입력어
- 문자 언어
- 공용어
- 표준어
- 고전 라틴어
- 성경 히브리어
- 고전 아랍어

## 참고 문헌
- 이 문서에는 다음커뮤니케이션(현 카카오)에서 GFDL 또는 CC-SA 라이선스로 배포한 글로벌 세계대백과사전의 내용을 기초로 작성된 글이 포함되어 있습니다.